# Георгій Магалдадзе
Георгій Магалдадзе (нар. 18 липня 1994) — грузинський футболіст, півзахисник.

## Життєпис
Вихованець тбіліського «Динамо». У 2012 році потрапив до структури «Сталі». Виступав за другу команду «сталеварів» у чемпіонаті Луганської області. У першій частині сезону 2013/14 років потрапив до заявки першої команди «Сталі» на поєдинки Першої ліги чемпіонату України, але на футбольному полі не з'являвся.
У 2014 році переїхав до Білорусі, де уклав договір з «Білшиною». У Вищій лізі Білорусі дебютував 2 серпня 2014 року в нічийному (0:0) домашньому поєдинку 19-о туру проти могильовського «Дніпра». Георгій вийшов на поле на 85-й хвилині, замінивши Микиту Букаткіна. Зіграв 7 матчів у вищому дивізіоні білоруського чемпіонату, також виходив на поле наприкінці переможного (1:0) кубкового матчу проти «Енергетика-БДУ». У лютому 2016 року побував на перегляді в «Нафтані», але керівництву новополоцького клубу не підійшов, після чого переїхав до Молдови, де підсилив «Саксан». Дебютував за нову команду 6 березня 2016 року в програному (0:1) виїзному поєдинку 17-о туру Національного дивізіону Молдови проти «Петрокуба». Магалдадзе вийшов на поле в стартовому складі та відіграв увесь матч. Єдиним голом за «Саксан» відзначився 7 травня 2016 року на 71-й хвилині переможного (2:0) домашнього поєдинку 25-го туру Національного дивізіону Молдови проти «Сперанци». Георгій вийшов на поле на 69-й хвилині, замінивши Іона Урсу. У складі клубу з Чадир-Лунга зіграв 12 матчів у чемпіонаті Молдови, ще 1 поєдинок провів у національному кубку.
1 серпня 2016 року залишив «Саксан» та повернувся до Грузії, де підсилив «Шевардені-1906». Окрім вище вказаного колективу на батьківщині грав також за «Цхінвалі» та «Самтредію».